# Křenice (ort i Tjeckien, Plzeň)
Křenice är en ort i Tjeckien.   Den ligger i regionen Plzeň, i den västra delen av landet, 110 km sydväst om huvudstaden Prag. Křenice ligger 417 meter över havet och antalet invånare är 174.
Terrängen runt Křenice är platt åt nordväst, men åt sydost är den kuperad.Runt Křenice är det ganska tätbefolkat, med 179 invånare per kvadratkilometer. Närmaste större samhälle är Klatovy, 13,7 km sydost om Křenice. I omgivningarna runt Křenice växer i huvudsak blandskog.

## Galleri

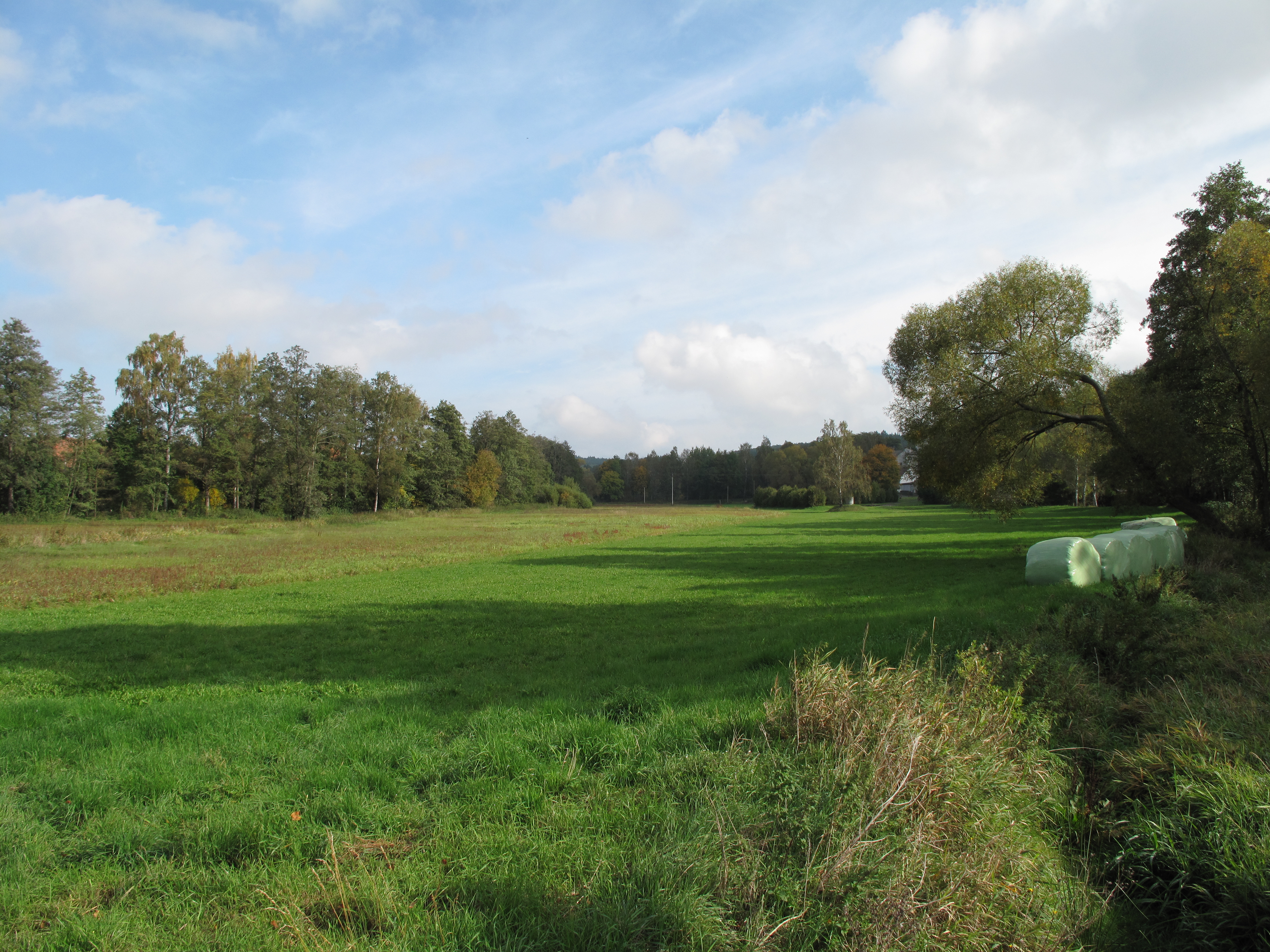
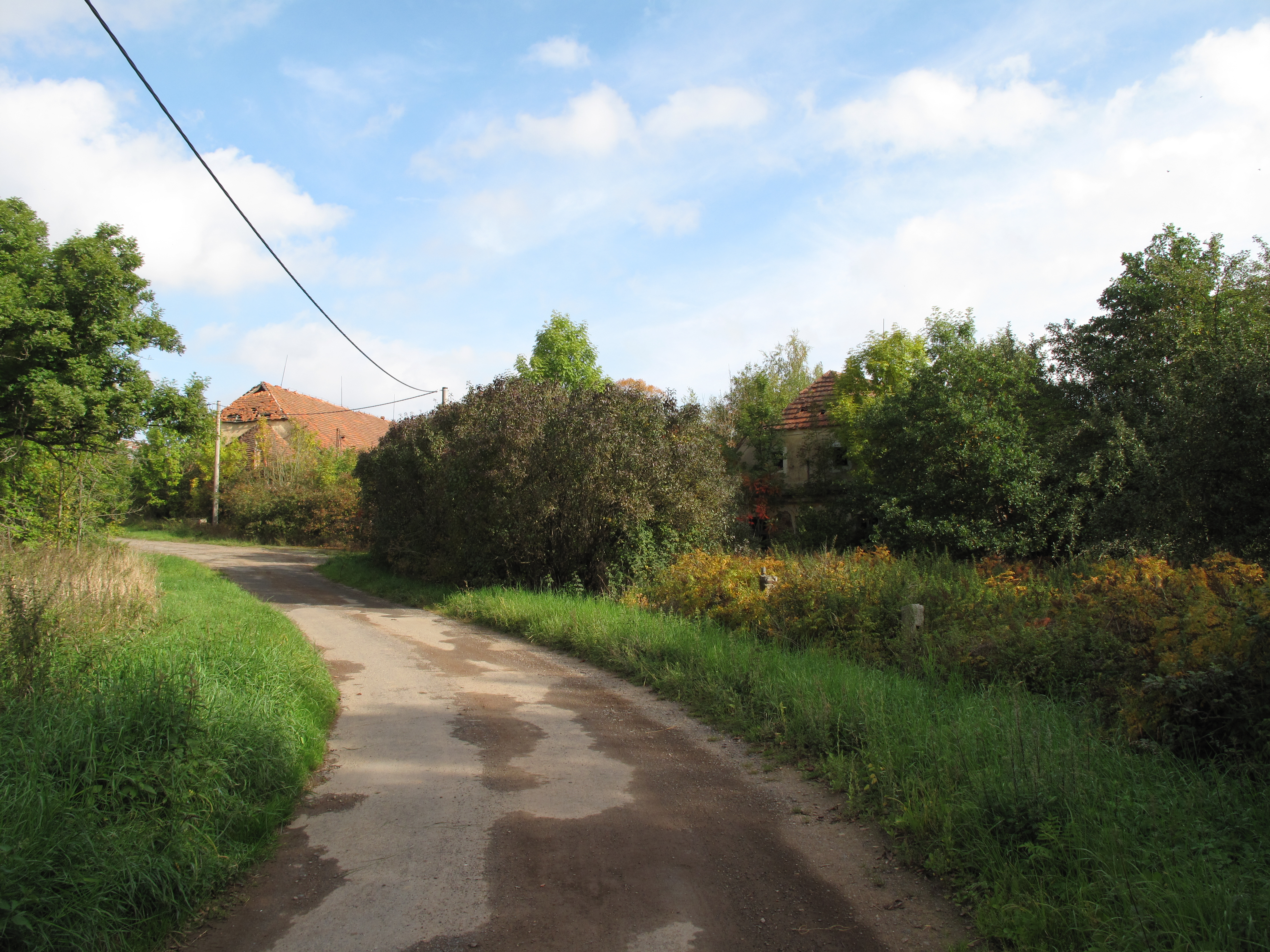
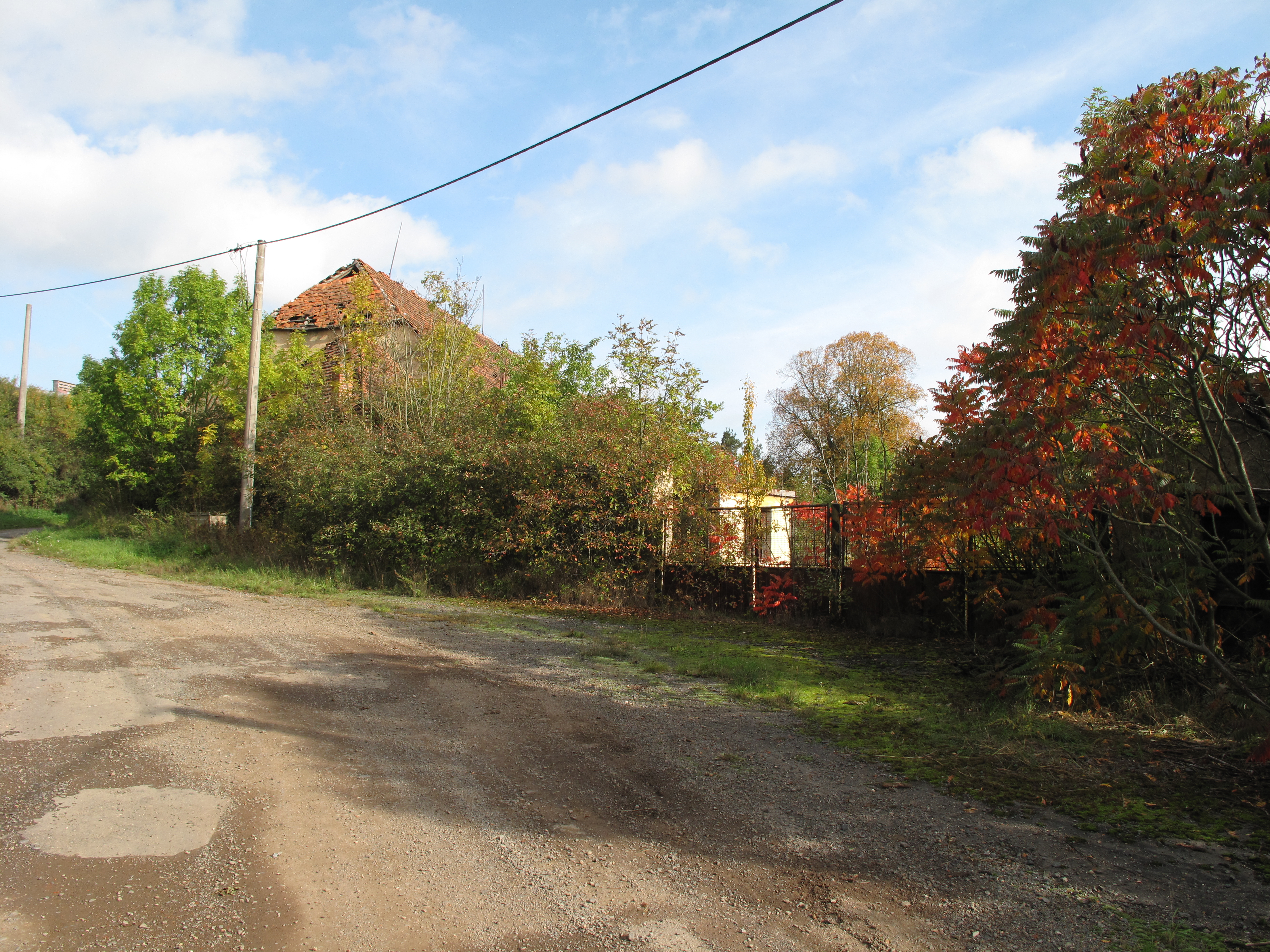